# Jacques Azam
Pour les articles homonymes, voir Azam.
Jacques Azam, né en 1961 à Carmaux, est un auteur français de bande dessinée, illustrateur jeunesse et de presse.

## Biographie
Jacques Azam vit à Toulouse. Ses activités depuis 1994 portent sur les publications jeunesse, dans des magazines comme Les Clés de l'Actualité Junior. Son premier album est, en 2003, Cultiver la fleur qui pue (et autres bêtises). Dans la veine humoristique, il a entrepris d'autres ouvrages comme Scoops à gogo ainsi que la série Chico Mandarine, devenue ensuite Mandarine and Cow, qui est devenue une série d'animation en 2007.
L'auteur, dont le trait est décrit comme « très jeté, spontané, [qui] peut ressembler à un dessin d'enfant » s'inspire directement d'auteurs comme Jean-Marc Reiser, Claire Bretécher et Jean-Jacques Sempé. Le dessinateur admire les artistes « qui ont un trait explosé, lâché, « à l'arrache » ».

## Quelques œuvres

### Auteur et illustrateur
- Cultiver la fleur qui pue (et autres bêtises), scénario et dessins de Jacques Azam, Milan Éditions, 2003  (ISBN 2-7459-0777-8)
- Faxer une andouillette (et autres bêtises), scénario et dessins de Jacques Azam, Milan Éditions, 2003  (ISBN 2-7459-1226-7)
- Scoops à gogo, scénario et dessins de Jacques Azam, Delcourt, collection Shampooing, 2005  (ISBN 2-84789-882-4)[2]
- Scoops de pro, scénario et dessins de Jacques Azam, Delcourt, collection Shampooing, 2007  (ISBN 978-2-7560-0840-0)
- Les aventures de Hic : À bas la rentrée !, scénario et dessin de Jacques Azam, Milan, 2009

#### SérieMandarine and Cow
- Chico Mandarine, scénario et dessins de Jacques Azam, Milan Éditions, collection Capsule cosmique à partir du tome 2

1. Seul contre tous, 2004  (ISBN 2-74591-520-7)[4],[5]
2. Si on rentrait à la maison ?, 2005  (ISBN 2-7459-1822-2)
3. Plouf !, 2006  (ISBN 978-2-7459-2228-1)

- Mandarine & Cow' scénario et dessins de Jacques Azam, Milan Éditions, collection Jeunesse

Les trois premiers tomes sont des rééditions des trois albums de la série Chico Mandarine
4. Belle comme le jour…, 2008  (ISBN 978-2-7459-3103-0)
5. Jus d'orange, 2010  (ISBN 978-2-7459-4302-6)
- Mandarine & Cow (Nouvelle série), scénario et dessins de Jacques Azam, Bayard, collection BD Kids

1. La belle affaire !, 2012  (ISBN 978-2-7459-5738-2)
2. Le Bouchon de 7h59, 2013
3. Panique dans les prés, 2013

### Illustrateur
Liste non exhaustive
- Les Biglettes de Timéo, texte de Thomas Scotto, ill. Jacques Azam, Épigones, 1998
- Zinzin des bois - Promenons-nous…, scénario de Jean-Louis Fonteneau, dessins de Jacques Azam, Milan Éditions, 2005  (ISBN 2-7459-1268-2)
- Ringo, le livreur de pizza, scénario de Catherine Romat, dessins de Jacques Azam, Milan Éditions, collection Petit Bonum

1. La pizza qui rétrécit…, 2009  (ISBN 978-2-7459-3551-9) [6]

- L'Impitoyable Questionneur, texte de Arnaud Alméras, dessins de Jacques Azam, éditions Sarbacane, 2012
- Série Les Goûters philo, textes de divers auteurs, Milan

une 50aine de titres, 2000 - 2017
- Série, collection Plus d'oxygène, textes collectifs, La Martinière jeunesse

une 20aine de titres, 2014-2017
- Série C'est quoi, textes collectifs et de Sophie Dussaussois, Milan

1. C'est quoi la politique ?, 2017
2. C'est quoi l'écologie ?, 2017
3. C'est quoi les inégalités ?, 2018
4. C'est quoi, le terrorisme ?, 2018
5. C'est quoi la santé ?, 2020[7]

## Séries télévisuelles
- 1 jour, 1 question[8], illustrations de Jacques Azam, Milan presse et France Télévisions, 2014 - Aujourd'hui

### Mandarine and Cow
Adaptation de sa série de bande dessinée jeunesse Mandarine & Cow :
- Mandarine and Cow, série télévisée française, 2 saisons, diffusée depuis 2007 sur France 3
  - Mandarine & Cow. Volu-meuh 1 ,  Sony music,, 2014 ; 4 DVD, 8 heures, 66 épisodes

## Distinctions
- Prix Média Enfance Majuscule 2022 (Mention) dans la Catégorie Jeunesse pour la série 1 jour, 1 question